# Yuri Firmeza
Yuri Firmeza (São Paulo, 1982) é um artista, professor e pesquisador brasileiro radicado em Fortaleza.

## Vida pessoal e artística
Concluiu curso de Artes Plásticas na Faculdade Integrada da Grande Fortaleza em 2005, tendo também acumulado uma formação livre através de oficinas e cursos. Obteve título de Mestre em Artes Visuais pela Escola de Comunicação e Artes da Universidade de São Paulo, com bolsa de pesquisa Fapesp.
Em 2006, criou uma polêmica na cidade de Fortaleza ao criar uma exposição do falso artista japonês Souzousareta Geijutsuka. Em 2011, realiza exposição em São Paulo no período de 18 de outubro a 12 de novembro.
Yuri foi indicado ao Prêmio PIPA nos anos de 2011, 2012, 2013 e 2016.